# Episodi di Homecoming (seconda stagione)
La seconda stagione della serie televisiva Homecoming, composta da 7 episodi, è stata interamente pubblicata su Amazon Video il 22 maggio 2020.
In Italia, la stagione è stata distribuita il 22 maggio 2020 in lingua originale con i sottotitoli.
| n° | Titolo originale | Titolo italiano | Pubblicazione USA | Pubblicazione Italia |
| -- | ---------------- | --------------- | ----------------- | -------------------- |
| 1  | People           | Persone         | 22 maggio 2020    | 22 maggio 2020       |
| 2  | Giant            | La gigante      | 22 maggio 2020    | 22 maggio 2020       |
| 3  | Previously       | In precedenza   | 22 maggio 2020    | 22 maggio 2020       |
| 4  | Soap             | Sapone          | 22 maggio 2020    | 22 maggio 2020       |
| 5  | Meters           | Metri           | 22 maggio 2020    | 22 maggio 2020       |
| 6  | Needle           | Ago             | 22 maggio 2020    | 22 maggio 2020       |
| 7  | Again            | Di nuovo        | 22 maggio 2020    | 22 maggio 2020       |

## Persone
- Titolo originale: People
- Diretto da: Kyle Patrick Alvarez
- Scritto da: Micah Bloomberg & Eli Horowitz

### Trama
Jackie si risveglia senza memoria a bordo di una canoa in mezzo al lago. Dopo aver visto un uomo fuggire quando ha chiesto aiuto, Jackie raggiunge la riva e si trascina a fatica fino alla strada. Qui incrocia Donna, una ranger che le chiede le generalità, appurando che Jackie è una veterana. Donna la porta in ospedale, dove il medico vede una bruciatura sul braccio che gli fa pensare Jackie sia una tossica. Il vicino di letto la convince a fuggire prima che possa passare dei guai. Uscita dalla struttura, Jackie chiede un passaggio a un uomo che passava di lì in macchina, scoprendo che si tratta dello stesso vicino di letto. Costui, presentandosi come Buddy, la accompagna allo Skins, un bar del quale la ragazza aveva un tovagliolo nella tasca dei pantaloni.
Jackie è rimproverata dal proprietario del bar, dicendole che il giorno prima lei e un suo amico si erano ubriacati fino a litigare. Jackie gli chiede il permesso di scartabellare tra le ricevute, scoprendo che la sua ordinazione è stata pagata dal cliente della camera 214 del motel adiacente. Riusciti a entrare nella stanza, Jackie e Buddy trovano un flaconcino vuoto della Geist, soldi, una carta di credito e una fotografia di Jackie ai tempi dell'esercito, dove i volti dei soldati in fianco sono stati cancellati con una croce. Inoltre, Jackie si accorge che il tatuaggio sul braccio, il simbolo di un reparto dell'aviazione, è in realtà un disegno lavabile. Uscita dal bagno, Jackie è colpita da Buddy che, avendo preso paura per via della fotografia, dice di non volersi immischiare nei suoi problemi.
Nella sua fattoria il signor Geist apre un frutto della coltivazione, contenente il succo della droga cancella-memoria.

## La gigante
- Titolo originale: Giant
- Diretto da: Kyle Patrick Alvarez
- Scritto da: Zachary Wigon

### Trama
Jackie si rialza dopo il colpo ricevuto da Buddy, silenziando l'allarme di una macchina con le chiavi che aveva in tasca. Sul veicolo trova il nome di Alex Eastern, lo stesso a cui è intestata la carta di credito rinvenuta dentro la stanza del motel. Jackie si reca a casa di Alex a Oakland, sorprendosi nel trovare Audrey Temple, l'ex segretaria diventata poi dirigente della Geist. Jackie tallona Audrey fino alla sede del gruppo, dove è in programma un party con intervento del presidente Leonard Geist. Per entrare, Jackie si finge volontaria di un panel chiamato a esprimere il proprio parere sugli aromi dei nuovi prodotti Geist.
Con la scusa di dover andare in bagno, Jackie gironzola nei corridoi della Geist fino a raggiungere l'ufficio di Audrey. Sulla scrivania campeggiano fiale di cancella-memoria e la stessa fotografia di lei con i soldati. Nel frattempo, il riottoso Leonard minaccia di non tenere il discorso alla festa perché non contento della recente fusione della società, rivendicando il suo ruolo di fondatore e il perché abbia iniziato, con Audrey costretta a prodigarsi in un'insistente opera di convincimento. Alla fine Leonard accetta di parlare, ma inizia ad andare a braccio e dire parole sconvenienti sul conto di un certo Gigante che soverchia tutto quanto. Audrey ordina di abbassargli il microfono e far cadere i palloncini, così da distrarre il pubblico.
Audrey riconosce Jackie tra la folla e si avvicina a lei, baciandola e chiamandola Alex e chiedendole qualcosa a proposito di Walter Cruz.

## In precedenza
- Titolo originale: Previously
- Diretto da: Kyle Patrick Alvarez
- Scritto da: Sarah Carbiener & Erica Rosbe

### Trama
Emergono dettagli sugli eventi avvenuti prima che Jackie/Alex si svegliasse priva di memoria a bordo della canoa. La donna è un avvocato che si occupa principalmente di inoltrare le denunce da parte dei suoi clienti nei confronti delle aziende per cui lavorano. La sua ultima cliente aveva necessità di citare l'azienda per un presunto episodio di abuso sessuale. Alex inizia a preoccuparsi per la fidanzata Audrey, la quale da un po' di tempo ha iniziato a fare uso della droga cancella-memoria perché non si sente appagata dal suo lavoro di segretaria alla Geist.Benché Audrey usi una dose minima della sostanza come mero calmante, Alex la convince a mettere in piedi il piano che avrebbe portato alla defenestrazione di Colin dal programma Homecoming, facendogli credere di essere stata promossa e che il signor Geist ha deciso di licenziarlo, sacrificandolo sull'altare dello scandalo del caso di Heidi Bergmann e Walter Cruz.
Audrey ottiene il favore di Leonard Geist che decide di affidarle l'incarico di guidare Homecoming, decretando ufficialmente il licenziamento di Colin per aver avvelenato i soldati partecipanti al programma, contaminando il cibo della mensa con la droga cancella-memoria. A Fish Camp, Walter ha appena salutato per l'ultima volta Heidi ed è a bordo del suo van, avvertendo un malessere che rischia di procurargli un incidente. Andato in ospedale, il giovane informa il medico che questi episodi sono piuttosto frequenti, riconducendoli all'operazione al cervello cui è stato sottoposto dopo l'esercito. Walter riflette sul fatto che con ogni probabilità la sua memoria non è stata alterata dal chirurgo, ma ci sono dei ricordi che tentano disperatamente di riaffiorare.

## Sapone
- Titolo originale: Soap
- Diretto da: Kyle Patrick Alvarez
- Scritto da: Casallina Kisakye

### Trama
Audrey depone davanti al Dipartimento della Difesa, confessando che nel caso Homecoming ci sono state delle infrazioni al protocollo. Francine Bunda, generale del Pentagono che ha assistito all'audizione, è incuriosita dalla faccenda e chiede ad Audrey di poter visitare la fattoria del signor Geist. Prima che arrivi Bunda, Leonard annuncia ad Audrey che ha intenzione di interrompere la produzione del roller cancella-memoria. Bunda afferma di voler ripristinare Homecoming, siccome nessun soldato si è mai ufficialmente lamentato del programma, il cui unico problema sono stati protocolli facilmente aggirabili. Nonostante Leonard continui a essere contrario, Bunda spiega ad Audrey che quest'idea ha il gradimento delle alte sfere.
Alex si sta muovendo per la fecondazione in vitro che permetterebbe a lei e Audrey di diventare madri. La compagna non è però sicura di compiere questo passo, essendo entrambe due donne molto impegnate che faticherebbero a impostare una nuova routine familiare. Nel frattempo, Walter chiede l'accesso alla sua cartella clinica per sapere qualche intervento ha subito. L'impiegato allo sportello afferma che è stato in trattamento presso il Geist Group, ma trattandosi di un contractor privato non può rilasciare informazioni. La furibonda reazione di Walter, che tenta di accedere al computer aggredendo l'impiegato, gli costa la prigione.
Audrey riceve la notifica dell'avvenuta richiesta di Walter, allarmandosi perché se si venisse a sapere che un partecipante a Homecoming ha fatto reclamo le conseguenze sarebbero gravi. Alex decide di aiutare la compagna, andando di persona a Fish Camp per convincere Walter a non intentare causa. Per avvalorare la propria storia, Alex costruisce il personaggio di Jackie la veterana e paga la cauzione per il rilascio di Walter.

## Metri
- Titolo originale: Meters
- Diretto da: Kyle Patrick Alvarez
- Scritto da: Evan Wright

### Trama
Alex paga la cauzione per rilasciare Walter, spiegandogli che deve effettuare una valutazione sul suo stato di salute psicofisico. Il Pentagono trasmette un'ingiunzione di sequestro delle bacche cancella-memoria coltivate nella fattoria Geist, considerate una tecnologia militare d'importanza cruciale per il governo. Leonard rifiuta di ottemperare all'ordine e provocatoriamente estirpa le bacche, affermando che sono sua proprietà. Bunda incarica Audrey di organizzare la festa in cui sarà annunciato l'accordo tra il Geist Group e il Pentagono.
Alex e Walter vanno allo Skins per bere una birra e chiacchierare del comune "passato" militare. Alex millanta di essere stata in Siria, mostrandogli la fotografia ritoccata del suo presunto battaglione. Quando la discussione tocca l'argomento Homecoming, Walter s'incupisce e cerca più volte di cambiare discorso, mentre Alex insiste per verificare se ricorda qualcosa dell'esplosione in cui è rimasto vittima con i suoi commilitoni. Andata in bagno a rinfrescarsi, Alex telefona ad Audrey per rassicurarla sul fatto che Walter non sappia nulla di Homecoming. Ormai in evidente stato di nervosismo, Walter lascia il locale e Alex segna sullo scontrino il numero della camera del motel, la 214, in cui alloggia.
Alex compra una siringa e un melone, pronta ad attuare il suo piano.

## Ago
- Titolo originale: Needle
- Diretto da: Kyle Patrick Alvarez
- Scritto da: Patrick Macmanus

### Trama
Dopo aver fatto pratica con il melone, Alex inserisce la droga cancella-memoria nella siringa. La donna si presenta a casa di Walter, senza trovarlo, così decide di fare irruzione e vede del materiale sulla Geist. Precipitandosi al motel, Alex telefona alla Geist per avvertire del pericolo che stanno correndo sul fronte Cruz. Alex resta di stucco nel trovare l'ex soldato fuori dalla sua stanza, il quale si dice pentito per la loro lite della sera prima e la invita ad andare a pesca. Durante il tragitto, temendo di potersi tradire, Alex fatica a tenere a bada la curiosità di Walter che vuole saperne di più su di lei.
Arrivati nel bosco che conduce sul lago, Walter rivela ad Alex di averla smascherata perché al bar, mentre lei gli stava raccontando di un commilitone cecchino, ha erroneamente parlato di "metri" al posto di "yard", segnale che non è mai stata nell'esercito. Non solo, ma Walter ha pedinato Alex sin dal momento in cui si sono separati, osservandola nei suoi acquisti al supermercato e in farmacia, oltre all'effrazione di quella mattina in casa sua. A corto di idee, Alex tenta di iniettare il siero a Walter che però, tempestivamente accortosi del pericolo, riesce a bloccarla e a inocularle la sostanza.
Alex sale a bordo della canoa e tenta di chiamare Audrey, senza però riuscire a dirle cosa sta succedendo, prima di perdere i sensi e andare alla deriva.

## Di nuovo
- Titolo originale: Again
- Diretto da: Kyle Patrick Alvarez
- Scritto da: Micah Bloomberg & Eli Horowitz

### Trama
Quando Alex si risveglia, Walter scappa alla fattoria Geist. Leonard lo accoglie, dicendogli che una volta lavorava alla Geist, fino a quando non sono arrivati gli "stronzi". Avendo capito che Walter è una delle vittime di Homecoming, Leonard lo fa entrare nel suo capanno e gli mostra dei documenti che lo riguardano. Consapevole di ciò che gli è accaduto, Walter sprona Leonard a combattere per porre fino a quest'incubo. Il mattino seguente Leonard si ostina a non voler tenere il discorso alla festa, rinfacciando ad Audrey di non provare nessuna simpatia verso il nuovo socio che adesso detiene la maggioranza ed è fondamentale per la sopravvivenza dell'azienda. Durante il discorso Leonard attacca la famigerata Gigante, indicando Bunda e gli acquirenti interessati a comprare il prodotto, che nessuno può vedere prima che scendano i palloncini ed esploda la festa. Alex si ricongiunge ad Audrey che prova a spiegarle qual è la sua identità, dicendole però che lavora come rappresentante della Geist e si trovava a Fish Camp per risolvere una situazione spiacevole legata alla droga.
Mentre Bunda annuncia che Audrey sarà la sua socia nello sviluppo del loro progetto, Alex si accorge che Walter è riuscito a intrufolarsi tra i camerieri del catering e, con la complicità di Leonard, ha avvelenato i cocktail usando la droga. Tutti i partecipanti crollano a terra svenuti, compresa Audrey che, prima di perdere i sensi, rimpiange di aver fatto partire Alex e che molto presto non si ricorderà più di lei. Walter raggiunge il salone della festa, dove Alex è l'unica a non aver bevuto il cocktail. La donna afferma che è meglio per entrambi non sapere nulla dell'altro, tornando ognuno alla propria vita. Walter sale sulla jeep e abbandona la Geist, portando con sé i documenti datigli da Leonard che lo aiuteranno a fare luce su Homecoming.